# DeSoto Airflow
DeSoto Airflow – samochód osobowy klasy wyższej produkowany pod amerykańską marką DeSoto w latach 1934–1937. 

## Historia i opis modelu

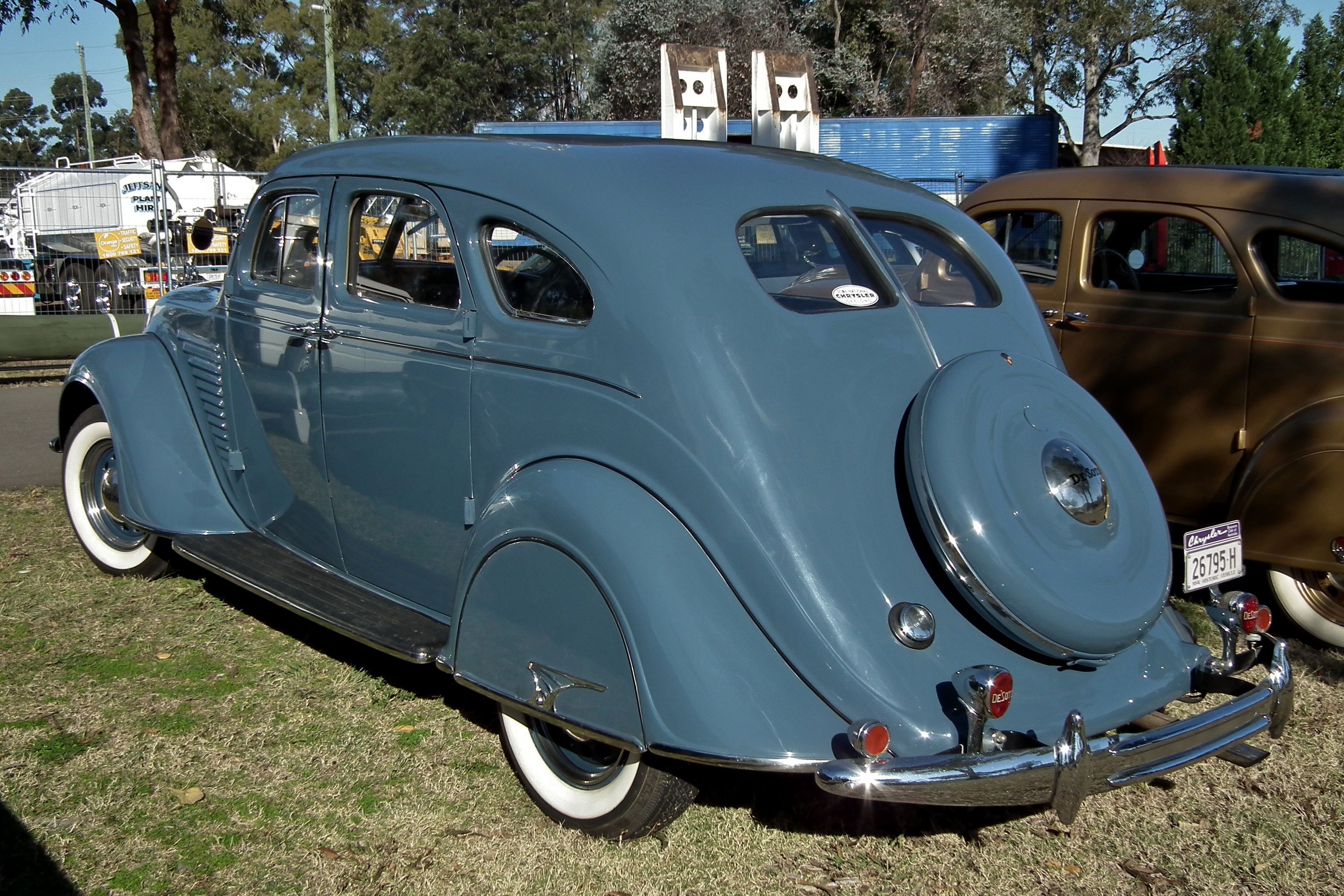
DeSoto Airflow - tył

Podobnie jak bliźniaczy, wyżej pozycjonowany model Chryslera, DeSoto Airflow utrzymany został w nowym kierunku stylistycznym zwanym Streamline Moderne. W ten sposób samochód wyróżniał się płynną sylwetką nadwozia, z dużą ilością obłych i owalnych akcentów stylistycznych. 

### Stylistyka
Od bliźniaczego Chryslera Airflow, model DeSoto odróżniał się bardziej owalnego kształtu reflektorami w wąskim rozstawieniu, a także bardziej zaokrągloną atrapą chłodnicy.

### Silniki
- L8 4.9l 122 KM
- L8 5.4l 130 KM